# Guillermo Torres
Guillermo Torres Porras (Chihuahua, 16 dicembre 1937) è un ex cestista messicano.

## Carriera
Con il Messico ha disputato una edizione dei Mondiali (1963), una dei Giochi olimpici (1960), oltre ai Giochi panamericani 1959.